# Bilinele, Puttur
Bilinele là một làng thuộc tehsil Puttur, huyện Dakshina Kannada, bang Karnataka, Ấn Độ.